# Bruno Faidutti
Bruno Faidutti (23 ottobre 1961) è uno storico, sociologo, autore di giochi da tavolo francese.
Diverse delle sue creazioni sono nate grazie alla collaborazione con altri autori famosi, tra i quali ad esempio Alan R. Moon, Bruno Cathala e Serge Laget, ma ha prodotto anche diversi giochi che recano la sua sola firma, tra questi il famoso: Citadels.  Gestisce un sito personale su cui è possibile trovare la sua Ludoteca Ideale, completa di informazioni e opinioni sui vari giochi, e le informazioni riguardanti il premio Gioco dell'Anno da lui stesso attribuito.

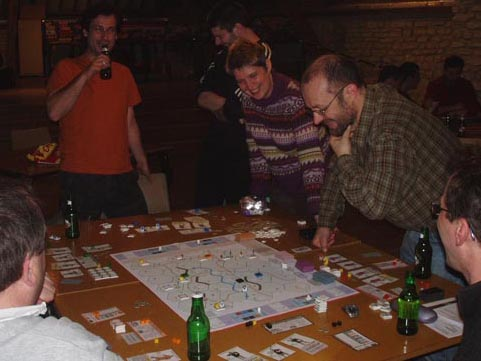
Bruno Faidutti impegnato in una partita a Warrior Knights.

## Ludografia
Alcuni dei giochi realizzati da Faidutti: 
- 1984 - con Pierre Clequin: Baston
- 1985 - Les Sales mômes (distribuito con la rivista Jeux et Stratégie)
- 1986 - Arène (distribuito con la rivista Jeux et Stratégie)
- 1990 - Alpages - La guerre des moutons (distribuito con la rivista Jeux et Stratégie)
- 1990 - Taxi Brousse (distribuito con la rivista Jeux et Stratégie)
- 1991 - con Pierre Clequin: Knightmare Chess/Tempête sur l'Échiquier
- 1991 - Valley of the Mammoths
- 1996 - con Serge Laget: Meurtre à l'abbaye, Multisim
- 1998 - con Pierre Clequin: Knightmare Chess 2
- 1999 - Corruption
- 2000 - Citadels
- 2000 - Democrazy
- 2000 - con Serge Laget: Castle
- 2000 - Bongo
- 2001 - con Michael Schacht: Draco & Co
- 2001 - con Leo Colovini: Vabanque
- 2001 - Dragon's Gold
- 2002 - con Michael Schacht: Fist of Dragonstones
- 2003 - con Serge Laget: Il Mistero dell'Abbazia (Days of Wonder)
- 2003 - Terra
- 2003 - con Alan R. Moon: Gold und Rum
- 2003 - con Bruno Cathala: Queen's Necklac
- 2003 - China Moon
- 2004 - con Gwenaël Bouquin: Knock Knock!
- 2004 - con Bruno Cathala: Igloo Igloo
- 2004 - con Bruno Cathala: Boomtown
- 2004 - Babylon
- 2005 - con Paul Randles e Mike Selinker: Key Largo
- 2005 - con Bruno Cathala: Missione: Pianeta Rosso (Giochi Uniti)
- 2005 - con Michael Schacht: The Hollywood! Card Game
- 2005 - con Alan R. Moon: Diamant
- 2006 - con Bruno Cathala: Tomahawk
- 2006 - con Ted Cheatham: Silk Road
- 2006 - con Corey Konieczka, Derek Carver, Pierre Clequin: Warrior Knights (Nexus)
- 2007 - con Bruno Cathala: Chicago Poker
- 2007 - con Richard Borg, James Ernest, Richard Garfield e Mike Selinker: Stonehenge
- 2008 - con Jef Gontier: Novembre Rosso
- 2008 - Musée Mystère
- 2008 - con Serge Laget: Kheops
- 2009 - con Antoine Bauza: Pony Express
- 2009 - Captain Pirate
- 2009 - con Serge Laget: Ad Astra
- 2009 - con Ludovic Maublanc: Double Agents
- 2009 - Letter of Marque
- 2010 - con Andrea Angiolino, Alan R. Moon e Pier Giorgio Paglia: Isla Dorada (Fantasy Flight Games)
- 2013 - Mascarade (Repos Production)
- 2015 - con Bruno Cathala: Raptor
- 2016 - con Sergio Halaban e André Zatz: Warehouse 51
- 2016 - Citadels (seconda edizione)
- 2021 - con Joanna Kijanka: Dreadful Circus

## Premi e riconoscimenti
L'autore ha avuto i seguenti premi e riconoscimenti:
Premio À la Carte
- 2000 - Citadels: gioco vincitore;

Deutscher Spiele Preis
- 2000 - Citadels: 6º classificato;

Spiel des Jahres
- 2000 - Citadels: gioco nominato;